# Orla Lehmann
Pour les articles homonymes, voir Lehmann.
Peter Martin Orla Lehmann (né le 15 mai 1810, mort le 13 septembre 1870) est un homme d'État qui a joué un rôle central dans le développement du gouvernement parlementaire au Danemark. Il est l'un des hommes politiques les plus importants du XIXe siècle au Danemark, notamment par sa contribution à la lutte contre l'absolutisme. Son action culmine dans l'adoption de la Constitution démocratique danoise de 1849.

## Biographie
Membre du Parti national libéral danois, il est un des éditeurs du journal pro-démocratique Fædrelandet. En 1840, il signe au nom d'académiques libéraux une adresse au roi Christian VIII, demandant une Constitution libre. Son "discours de Falster" de 1841 pour des élections démocratiques lui vaut une condamnation en 1842 à trois mois de prison. Cet épisode en fait un martyr et un héros de la cause démocratique au Danemark.  
Il est en 1848 un des meneurs de la révolution de Mars au Danemark en faveur du système parlementaire et aussi le principal auteur de la Constitution libérale danoise de 1849. 
Face à la question de l'avenir des deux duchés du Schleswig-Holstein, rattachés au Danemark, il défend une frontière du Royaume se situant sur l'Eider, et donc le maintien du seul Schleswig au Danemark (une partie importante de la population étant danophone), mais non du Holstein dont il est pourtant originaire (le Holstein étant germanophone). Plusieurs danois, notamment la maison royale, souhaitent à l’époque que les deux Duchés restent danois (ce qui était appelé la «Helstatspolitik»). Lehmann mène ainsi à l’époque ce qu'on a appelé la mouvance des Danois de l'Eider.
En mars 1848, Lehmann entre dans le cabinet de Adam Wilhelm Moltke en tant que Ministre sans portefeuille et est employé dans des missions diplomatiques à Londres et à Berlin en rapport avec la question du Schleswig-Holstein. En 1849, il est quelques mois fait prisonnier à Gottorp au Schleswig. 
Il est membre du Parlement (Folketing) de 1851 à 1853, et du Landsting de 1854 à 1870, ainsi que du Rigsråd de 1856 à 1866. En 1861, il devient ministre de l'Intérieur du cabinet de Carl Christian Hall. Il intervient de manière décisive sur de nombreux dossiers tels que la loi sur l'indépendance économique des femmes ou la défense des paysans.
Il est aussi un ardent défenseur d'une Union scandinave entre le Danemark, la Norvège et la Suède.
Ses dernières années sont assombries par la défaite danoise dans la deuxième guerre des Duchés de 1864, et son sentiment d'impuissance face à la dominance émergente du Reich, notamment à la suite de la guerre franco-allemande de 1870. Il meurt à Copenhague en septembre 1870.
Orateur enflammé, et doté d'une plume aisée, son rôle en 1848 peut rappeler celui d’un Lamartine en France. Homme charmant et cultivé et «combattant de la liberté de 1848», il est resté un héros national au Danemark pendant plusieurs générations. Il est aussi un soutien et ami de nombreux artistes, poètes et écrivains de ce qu'on a appelé «l'âge d'or danois» (1800-1864).
Son ouvrage sur Les causes des malheurs du Danemark (1864) a été fréquemment ré-édité et ses œuvres complètes ont fait l'objet d'une édition posthume en 4 volumes.
Lehmann épouse Maria Puggaard (1821-1849), artiste-peintre, élève de Eckersberg, et fille de l'armateur Hans Puggaard. Celle-ci meurt très jeune de la tuberculose. Leur fille unique, Margrethe Rode, remariée Vullum (1846-1918) est elle-même fortement engagée politiquement, notamment pour la cause des femmes et très impliquée dans les milieux littéraires et artistiques danois et norvégien. Leurs deux petits-fils sont l'homme politique et écrivain Ove Rode, ministre de l'Intérieur, et le poète Helge Rode.